# Neuf de cœur (association)
 (octobre 2014).
Ne doit pas être confondu avec Neuf de cœur.
L’association Neuf de cœur est une association caritative fondée par Jean-Pierre Papin et son épouse Florence Papin en 1996. Elle a pour vocation d’apporter information et soutien aux familles dont les enfants souffrent de lésions cérébrales.

## Histoire[3]
La naissance de l’association est directement liée au vécu personnel de Jean-Pierre Papin et de son épouse Florence. Leur fille Emily n’est âgée que de quelques mois lorsque les médecins lui diagnostiquent des lésions cérébrales. Le couple entre alors en contact avec plusieurs familles dans la même situation. Ils rencontrent Jacqueline Le Dean et son mari dont la petite fille, Anne, souffre du même type de lésions, qui leur parlent des techniques de stimulation multisensorielle, utilisées exclusivement aux États-Unis.Les deux couples font alors le voyage afin qu’Anne et Emily puissent bénéficier de ce traitement. Les améliorations sont immenses sur la santé des deux petites filles.
Dès leur retour, les parents fondent l’association Neuf de cœur, afin de partager leur expérience et apporter leur soutien aux familles dans des situations équivalentes.

### Origine du nom
9 était le numéro fétiche de Jean-Pierre Papin lorsqu’il était joueur professionnel, notamment à l’Olympique de Marseille et en équipe de France. « Cœur » en tant que symbole de la vie et de l’amour porté par des parents à leurs enfants.

## Missions[6]
L’association Neuf de cœur se donne pour mission d’accompagner les familles dont les enfants sont victimes de lésions cérébrales. Elle agit à différents niveaux :
- Accompagner, aussi bien sur le plan moral que matériel, des familles dans leurs démarches.
- Participer au financement de certains programmes de rééducation d’enfants de familles adhérentes
- Rechercher des nouvelles techniques de rééducation en partenariat avec le corps médical et paramédical, français et étranger.
- Informer les familles sur les dernières techniques et traitements notamment via un bulletin semestriel (La Gazette).
- Rompre l’isolement des parents en favorisant les échanges entre eux.
- Rechercher de financements de partenaires professionnels et particuliers.

### Principales techniques de rééducation soutenues par l'association[7]
- La stimulation multisensorielle
- Biofeedback
- Analyse du comportement appliquée (ABA)

## Structure
Conseil d’administration et membres actifs
- Présidente : Florence Papin
- Vice Présidente : Jacqueline le Dean
- Membre Fondateur : Jean-Pierre Papin
- Trésorier : Jacques Spinelli
- Secrétaire : Huguette Lafon
- Membre actifs : Thierry Dubois, Véronique Pichet, Patrice Pichet, Sylvie Spinelli, Brigitte Popelin, Benoit Soulignac, Geneviève Van Der Borght

Nombre d’adhérents
Les adhérents de l’association sont exclusivement des familles dont un enfant est touché par des lésions cérébrales. En août 2014, l’association recense environ 700 adhérents.
Partenaires
L’association est entourée des partenaires suivants:
- Eden Park
- L’Étape du Tout
- Don 2 star
- Le groupe Antidots
- La cyclosportive JPP
- Le Groupe Pichet[10]

Ressources et financements
L’association s’appuie sur trois sources de financement :
- Les cotisations de ses adhérents,
- Les dons,
- Les bénéfices de manifestations dédiées.

## La cyclosportive JPP
La cyclosportive JPP est un événement sportif dont les bénéfices sont reversés en intégralité à l’association Neuf de Cœur.La première édition s’est déroulée en juillet 2010.
Il s’agit d’une course de vélo de route au départ de la ville de Cluses dans les Alpes françaises. Les participants peuvent choisir entre 4 différents parcours allant de 65 à 135 kilomètres. Jean-Pierre Papin est le fondateur de cette épreuve et participe chaque année.